# Allard Schröder
Allard Schröder, né à Haren le 14 juin 1946 , est un écrivain néerlandais.

## Biographie
Il obtient le prix littéraire AKO en 2002 pour De hydrograaf (L’Hydrographe).

## Œuvres traduites en français
- L’Hydrographe [« De hydrograaf »], trad. de Spiros Macris, Paris, Éditions Phébus, coll. « D’aujourd’hui. Étranger », 2004, 205 p.  (ISBN 2-85940-986-6)